# 山水画

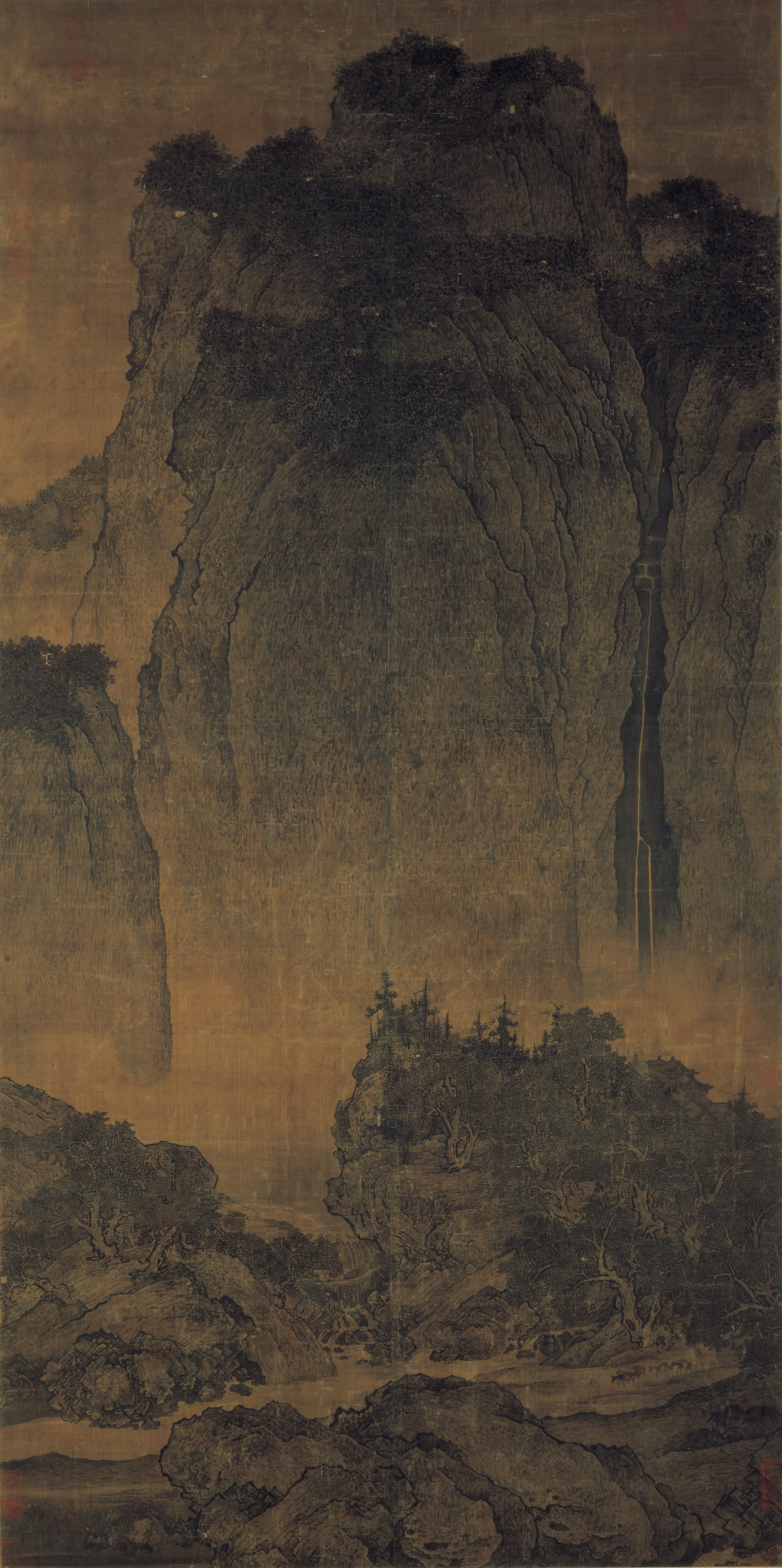
渓山行旅図、北宋、范寛

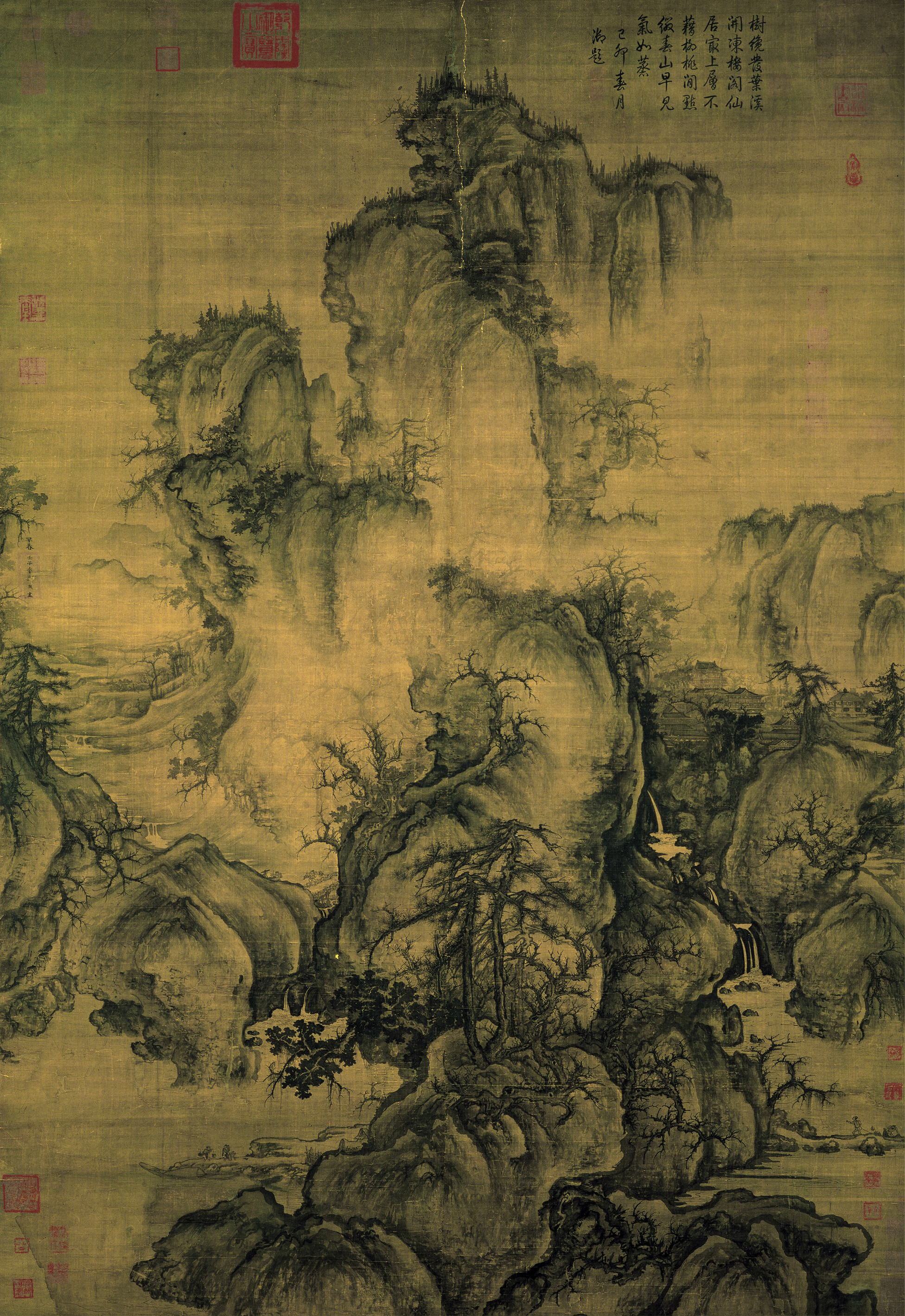
早春図、北宋、郭煕

山水画（さんすいが）は、中国で発達した絵画のジャンルである。現実の景色の再現を意図した作品もあるが、型による山岳樹木岩石河川などの添景を、再構成した「創造された景色」が多い。

## 歴史
神仙や霊獣の住処としての山水表現は秦漢時代から盛んであった。泰山での封禅をはじめとする山岳信仰は、現在まで中国人の精神にひそみ、山水画が成立した原因の一つになっている。東晋の顧愷之の「画雲台山記」、劉宋の宗炳「画山水序」によると、霊地である名山を描いたり、山水画を鑑賞したりする習慣は、4世紀には成立していたようである。ただ、描写技術が進み独立した主題として愛好されるようになったのは、8世紀の呉道子が「山水の変」と呼ばれる改革を行ってからのようである。敦煌石窟の仏画の背景、発掘された墓室壁画、ある程度信頼できる模写本などから推定すると4世紀-7世紀の山水表現は「人は山より大きく、樹木は櫛の歯のようだ」という水準だったようだ。建築物とともに破壊されがちな壁画が中心であったせいもあって、唐朝の本格的な山水画は何も残っていないので、正倉院にある工芸的な作品や、仏教絵画の背景としての山岳（ボストン美術館蔵『法華堂根本曼荼羅』、敦煌石窟六十一窟『五台山図』）、唐墓壁画の一部を通して推測するしかない。
五代-北宋時代には、荊浩、董源、巨然、李成、范寛、郭煕など、その後千年間古典とされた山水画専門または山水画で有名な巨匠達が輩出し、従来、絵画の本流だった人物画をしのぐ状況となった。文人官僚が鑑賞する絵画として山水画が賞揚され、当時の指導的文化人たちが批評を書き、画家の社会的地位が上昇し、名画は高価で売買されていた。宮廷でエリートが集まる翰林院の壁画が山水画であったのは象徴的である。唐時代以前の宮殿の壁画は、聖人君子、功臣たちの肖像、教訓的逸話など人物画が中心であったからである。作品としては、范寛『渓山行旅図』（台北 国立故宮博物院）、郭煕『早春図』（台北 国立故宮博物院）、巨然『渓山蘭若図』(Cleveland Museum of Arts)がある。北宋時代の山水画は巨大な自然と微小な人事の対照を強調した作品が多い。南宋時代には、絵の中の人物が山水を鑑賞するという設定の作品が多くなり、また山岳を画面の一部にして空白部分を多くとる作品がでてくる。馬遠、夏圭が有名画家である。
14世紀、元時代、「専門画家ではない文人によって制作される山水画」という理念が成長した。元末四大家とされる、黄公望、呉鎮、倪雲林、王蒙の四画家は、それぞれ特色のある様式を確立しただけではなく、「非職業的画家、アマチュア画家が学ぶべき山水画の様式」を現実の作品として創造し、後世に絶大な影響を与えた。特に倪雲林は「心象風景としての山水画」を明確に提示した。紙本水墨淡彩という、技術的に容易で、アマチュアにも近づきやすい手法も確立した。
明時代では、南宋時代の画風を受け継いだ画家が主に北京の宮廷に奉仕して、流派を形成した。浙江省出身の画家が多かったので浙派といわれる。載進、李在などが有名である。一方、元末四大家の画風を発展させた官僚予備軍や学者からなる蘇州の画家たちも沈周に学んだ文徴明を中心に流派を作っており、呉派と呼ばれる。呉は蘇州の古名である。画家として沈周、文徴明、文徴明の子息や弟子たちが作品を残している。仇英、唐寅、周臣は蘇州で文徴明グループと交流していたが画風がやや異なり院派と呼ばれている。

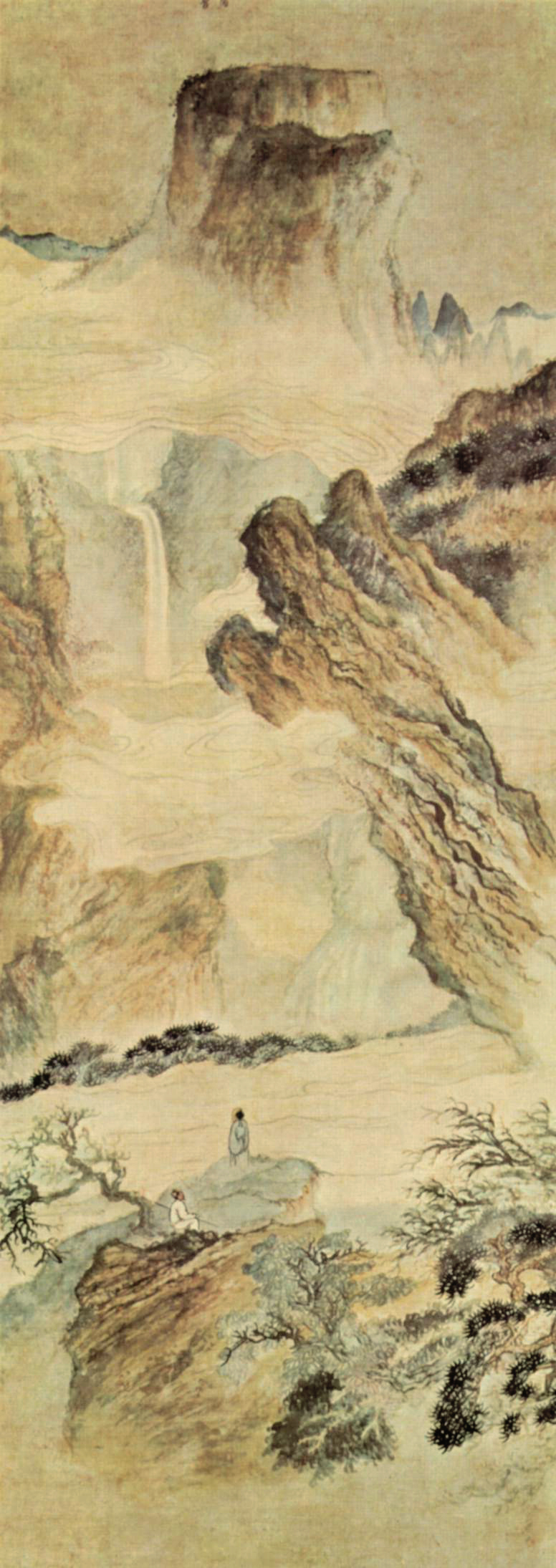
廬山観瀑図、清初期、石濤、泉屋博古館所蔵

明、清時代を通じ大量の山水画が制作されたが、十七世紀万暦-康熙時代には、変化に富む作品が制作された。その後20世紀までは停滞期であり、特色のない作品が多くなった。
編集工学研究所所長の松岡正剛は「中国の山水感、一番のルーツになるのは『神仙』という考え方である。当然そこには幻想動物の龍や鳳凰がいる場合もあれば、水そのものが生命の淵源という感覚があって、それが禅の日本への渡来と共に一緒にやって来た」と語る。

## 山水の描法

### 点法
樹葉や石につく苔などの描画方法。介字点、胡椒点、菊花点、松葉点などの種類があるが分類方法は人によって異なり、また名称も異なる場合がある。

### 樹法
樹枝はまず立幹（りっかん）、幹から描く。これには上から下へ筆を運ぶ方法、下から上へ筆を運ぶ方法がある。前者は描きやすく、後者は樹木の生長の点から見て理にかなっている描法である。次に発枝、枝をつけ、最後にさまざまな点法を用いて樹木の種類に応じた葉を加え、輪郭を描くものを夾葉と呼ぶ。枝の描き方には鹿角枝画法（枝の先が鹿の角のように上へ分かれて伸ばす画法）、蟹爪枝画法（蟹の爪のように下に拡げる画法）、露根法（土や岩に根を張った姿を描く）などがある。

### 皴法
皴（しゅん）とは、しわやひだのこと。水墨により岩石の脈理や骨格、陰陽向背を表現する。五代の頃から、従来の輪郭と墨や彩色の濃淡によって山容を示すのではなく、骨法を用いて皴を描き要所に筆を加えて立体感を増し、渲染（せんぜん、淡墨を施すこと）して質感を補強することが考案された。皴法に各描画方法についての記述がある。

## 表現の解釈

### 漁師
山水画の中に数多く登場する漁師は文人の憧れる存在として、次のような意味をもつ。
- 漁夫辞からの連想による、何者にもとらわれない自由な境遇の象徴。
- 太公望からの連想による、野に隠れた優れた人材の象徴。
- 桃源郷にアクセスできた唯一の存在。